# Verlag Andreas Reiffer
Der Verlag Andreas Reiffer wurde 2000 in Braunschweig gegründet. Bis 2004 wurde dort die bereits seit 1993 existierende Social-Beat-Literaturzeitschrift SUBH verlegt. Mit dem Buchmagazin The Punchliner erschien von 2004 bis 2013 eine jährliche Werkschau der deutschsprachigen Lesebühnen- und Poetry-Slam-Szene.
Bislang sind mehr als 100 Titel im Verlag Andreas Reiffer erschienen, jährlich kommen 5–8 neue Titel hinzu. Neben wenigen Prosabänden und Romanen, liegt der Programmschwerpunkt auf Kulturreportagen und Popkultur. Darunter Bücher über das Wacken Open Air und das Burg Herzberg Festival, über Bands wie Turbonegro, R.E.M., Sandow und The Beatles oder Malbücher mit den Original-Covern von Heavy-Metal-Platten. Darüber hinaus erscheinen jährlich ein bis zwei Titel, die sich mit Südostniedersachsen beschäftigen. Der Verlag betreut die „S. W. Pratajev-Bibliothek“ mit Übersetzungen und Sekundärliteratur. Seit 2020 beschäftigt sich der Verlag eingehend mit dem Werk von Autorinnen und Autoren der journalistischen Popliteratur und gibt die edition kopfkiosk heraus.
Wichtige Autorinnen und Autoren des Verlages sind Frank Schäfer, Martina Bartling, Carl Weissner, Maik Brüggemeyer, Ralf Sotscheck, Birgit Fuß, Stefan Thoben, Wolfgang Welt, Roberta Bergmann, Till Burgwächter (Marc Halupczok), Frank Bröker, Hardy Crueger, Beatrix Flatt, Francis Kirps, Micha-El Goehre, Axel Klingenberg, Peter Schanz und Renatus Töpke.